# Motorni
Motorni - Моторный (rus) és un possiólok del krai de Krasnodar, a Rússia. Es troba al riu Zubova, afluent del Miguta, a 14 km al sud-oest de Leningràdskaia i a 134 km al nord de Krasnodar. Pertany al possiólok d'Úmanski.